# Dolichoderus pastorulus
Dolichoderus pastorulus é uma espécie de formiga do gênero Dolichoderus.